# Bulbophyllum rupicola
Bulbophyllum rupicola är en orkidéart som beskrevs av João Barbosa Rodrigues. Bulbophyllum rupicola ingår i släktet Bulbophyllum och familjen orkidéer. Inga underarter finns listade i Catalogue of Life.

## Bildgalleri

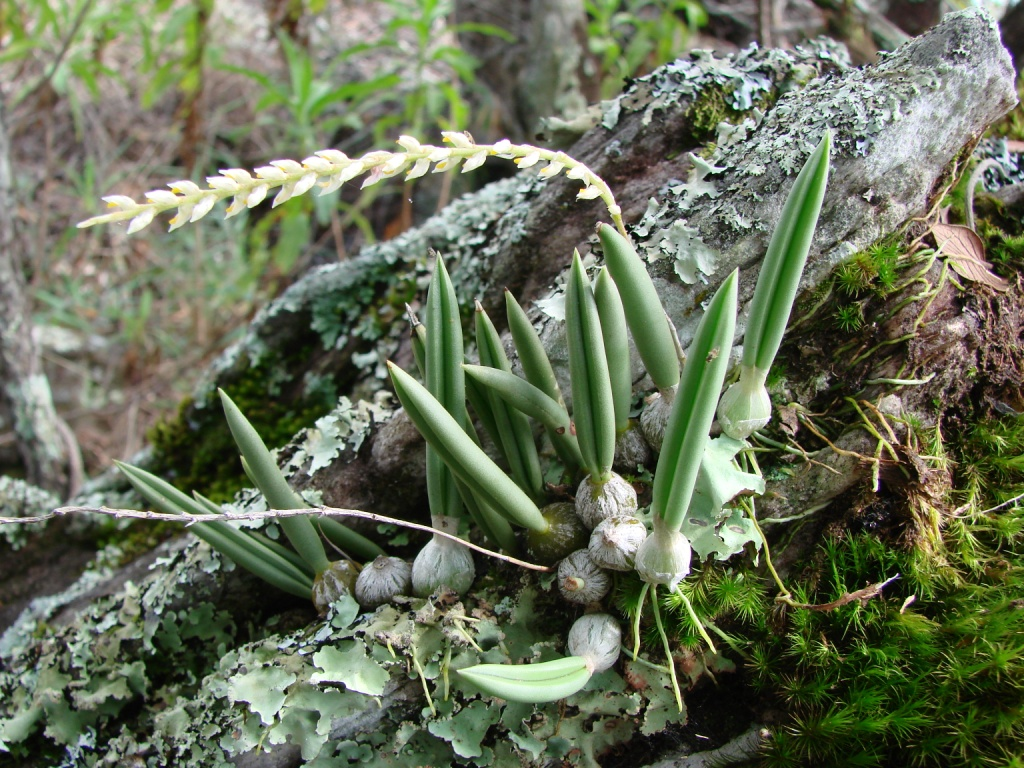
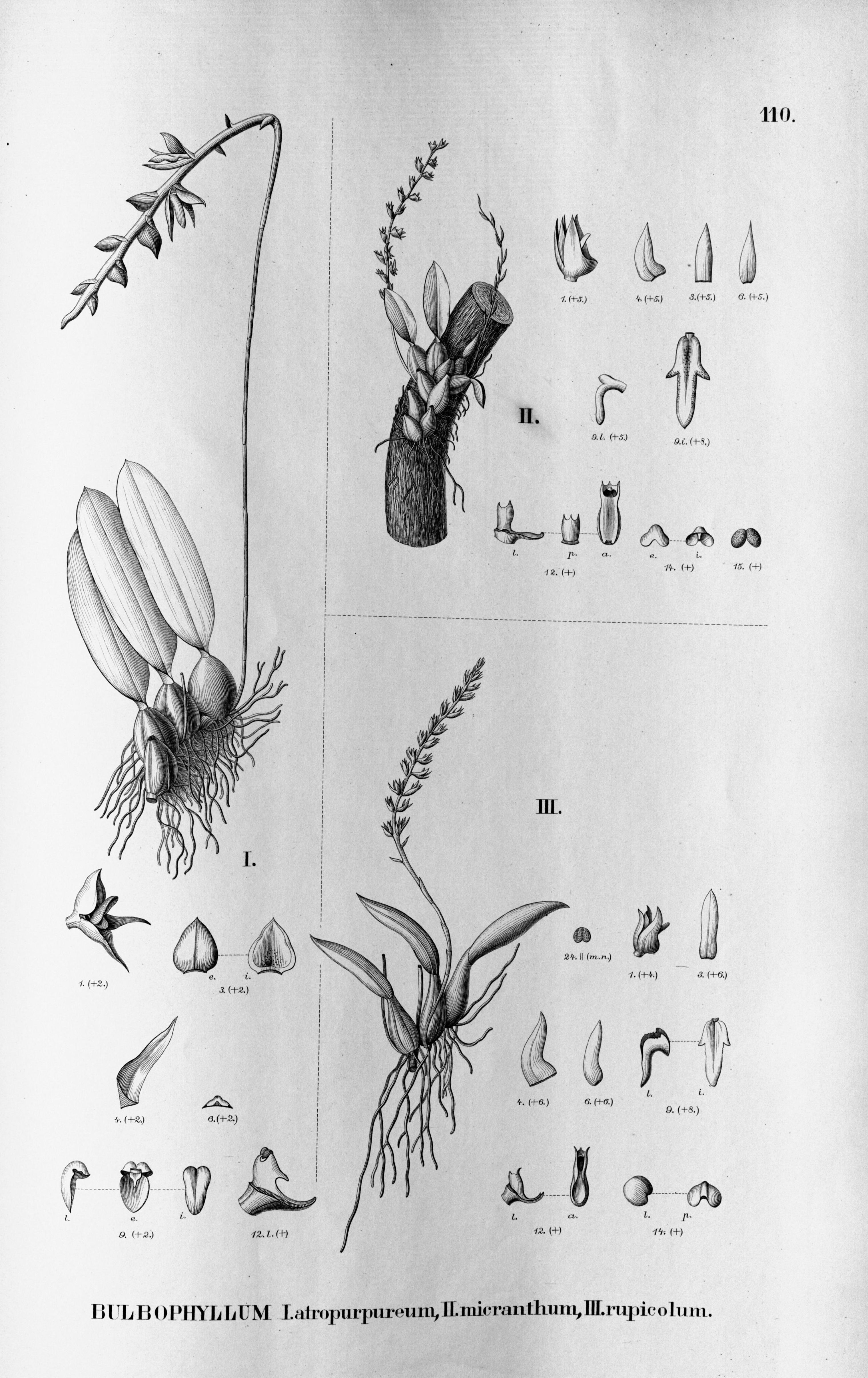